# Campionat d'escacs de Portugal
El Campionat d'escacs de Portugal és una competició anual d'escacs a Portugal que en determina el campió nacional. Tot i que la primera edició fou el 1911, fou només a partir dels 1950 quan va començar a jugar-se anualment, amb algunes excepcions.

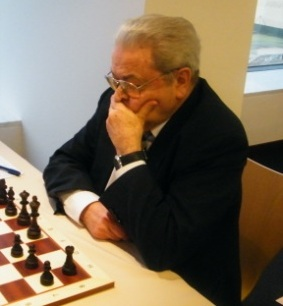
MI Joaquim Durão, 13 cops campió absolut de Portugal

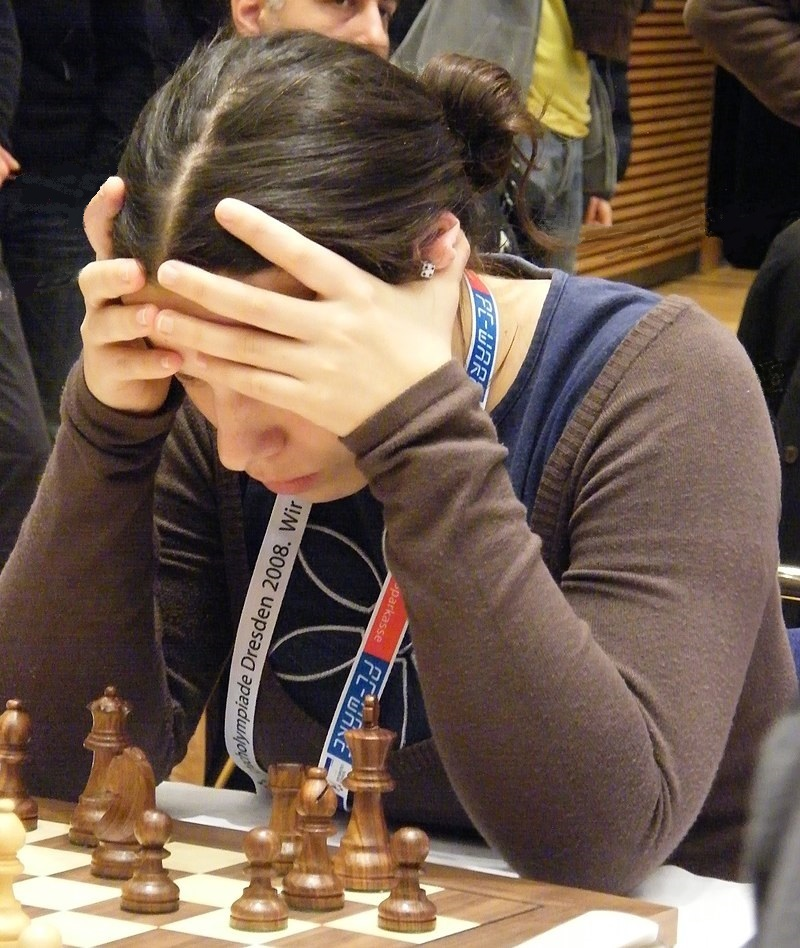
GMF Catarina Leite, 8 cops campiona femenina de Portugal

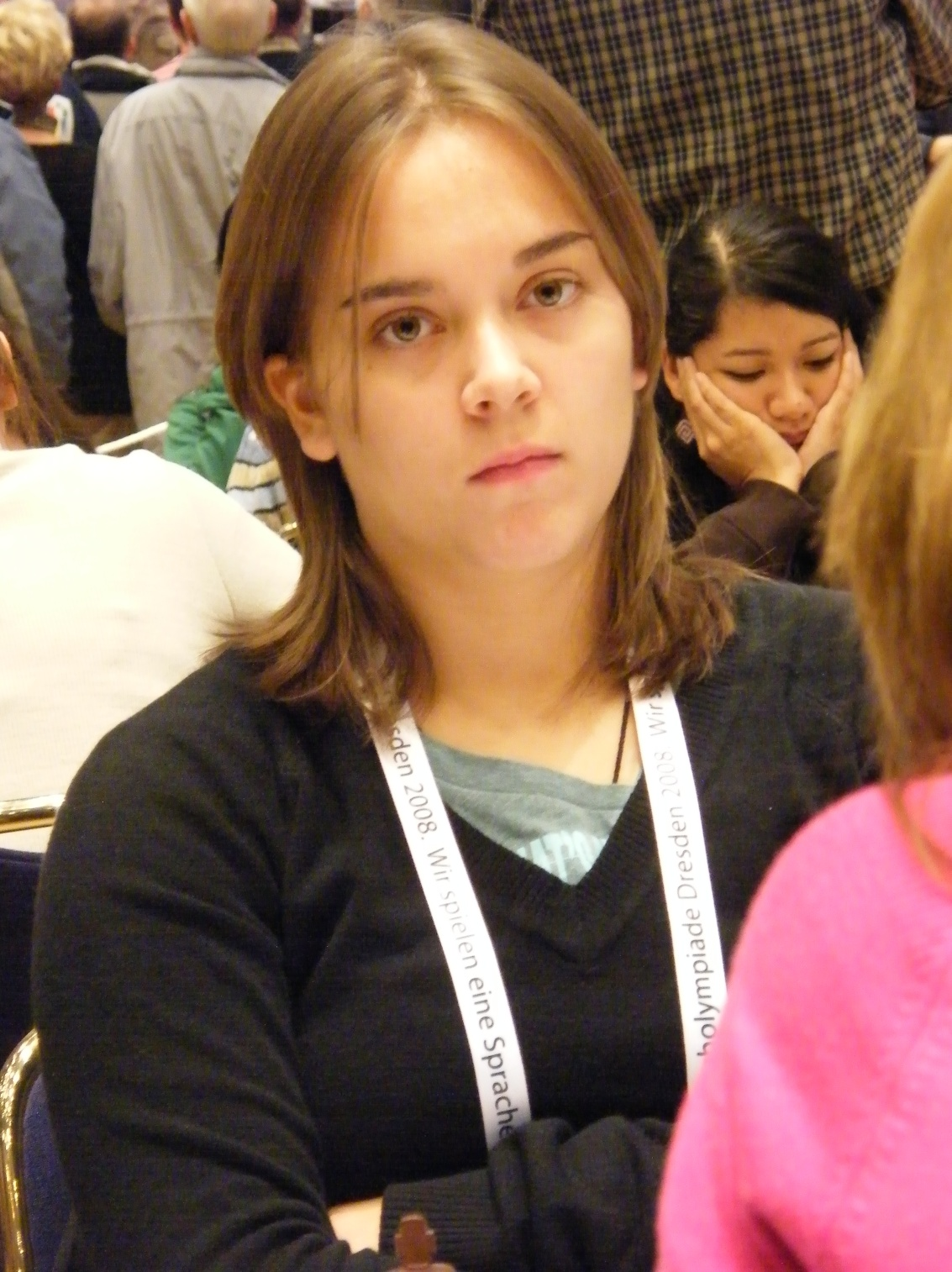
Ana Baptista, 2 cops campiona femenina de Portugal

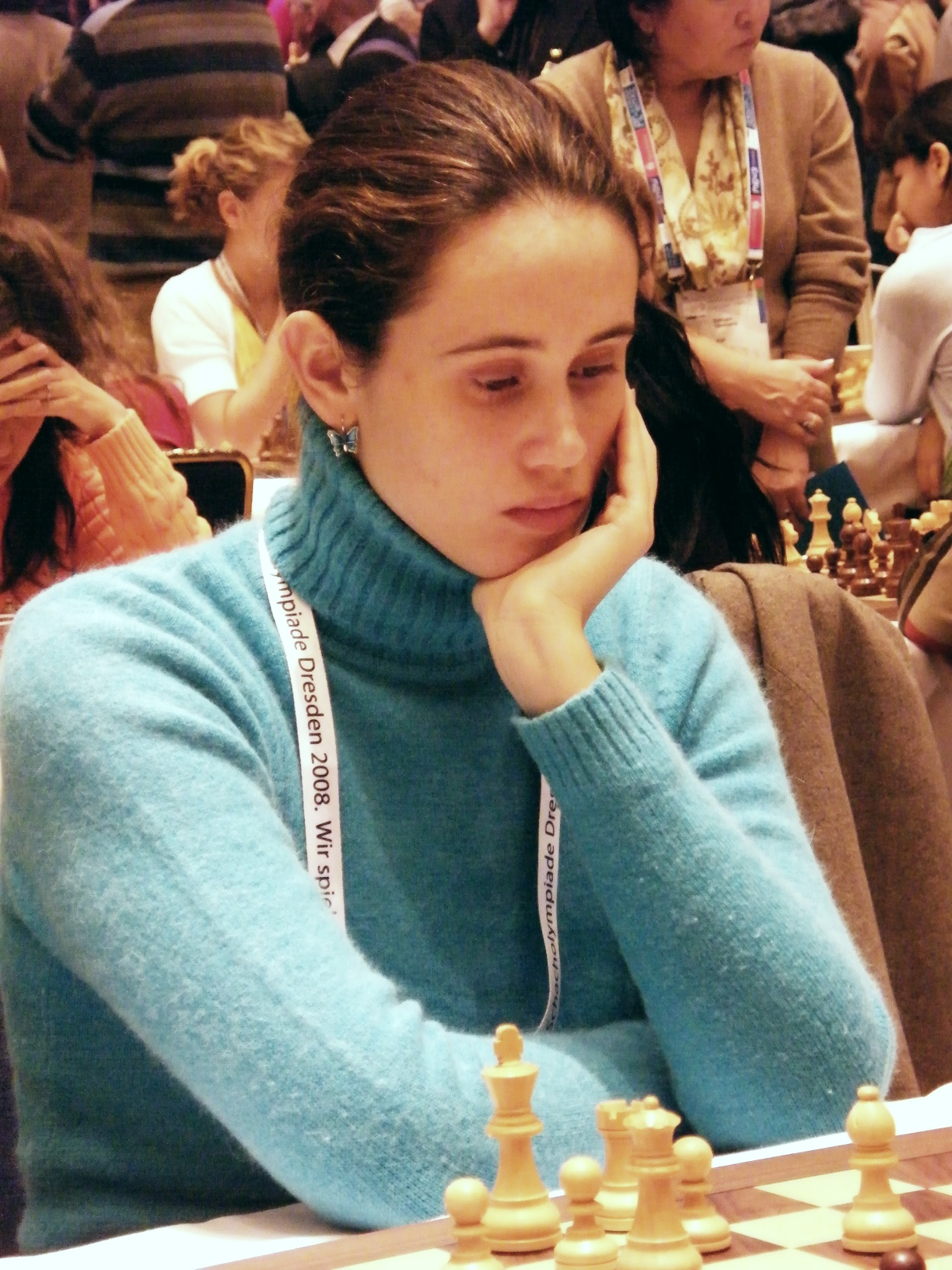
Margarida Coimbra, campiona femenina de Portugal de 2007

| Nr | Any     | Campió                    | Campiona            |
| -- | ------- | ------------------------- | ------------------- |
| 1  | 1911    | António Maria Pires       |                     |
| 2  | 1926    | Mário Machado             |                     |
| 3  | 1940    | João Moura                |                     |
| 4  | 1942    | Carlos Pires              |                     |
| 5  | 1944    | Carlos Pires              |                     |
| 6  | 1946    | Mário Machado             |                     |
| 7  | 1947    | Leonel Pias               |                     |
| 8  | 1948    | Mário Machado             |                     |
| 9  | 1951    | João Moura                |                     |
| 10 | 1952    | João Moura                |                     |
| 11 | 1953    | Daniel Oliveira           |                     |
| 12 | 1954    | João Mário Ribeiro        |                     |
| 13 | 1955    | Joaquim Durão             |                     |
| 14 | 1956    | Joaquim Durão             |                     |
| 15 | 1958    | Joaquim Durão             |                     |
| 16 | 1959    | Joaquim Durão             |                     |
| 17 | 1960    | Joaquim Durão             |                     |
| 18 | 1961    | Joaquim Durão             |                     |
| 19 | 1962    | Joaquim Durão             |                     |
| 20 | 1963    | João Mário Ribeiro        |                     |
| 21 | 1964    | Joaquim Durão             |                     |
| 22 | 1965    | Joaquim Durão             |                     |
| 23 | 1966    | João Cordovil             |                     |
| 24 | 1967    | João Cordovil             |                     |
| 25 | 1968    | Joaquim Durão             |                     |
| 26 | 1969    | João Cordovil             |                     |
| 27 | 1970    | Joaquim Durão             |                     |
| 28 | 1971    | João Mário Ribeiro        |                     |
| 29 | 1972    | Joaquim Durão             |                     |
| 30 | 1973    | Joaquim Durão             |                     |
| 31 | 1975    | Fernando Silva            |                     |
| 32 | 1976    | Fernando Silva            |                     |
| 33 | 1977    | Fernando Silva            |                     |
| 34 | 1978    | Luís Santos               |                     |
| 35 | 1979    | Luís Santos               |                     |
| 36 | 1980    | António Fernandes         |                     |
| 37 | 1981    | Fernando Silva            |                     |
| 38 | 1982    | Luís Santos               |                     |
| 39 | 1983    | António Fernandes         |                     |
| 40 | 1984    | António Fernandes         |                     |
| 41 | 1985    | António Fernandes         |                     |
| 42 | 1986    | Rui Dâmaso                |                     |
| 43 | 1987    | Fernando Silva            |                     |
| 44 | 1988    | António Antunes           |                     |
| 45 | 1989    | António Fernandes         |                     |
| 46 | 1990[1] | António Fernandes         |                     |
| 47 | 1991    | António Fernandes         |                     |
| 48 | 1992    | António Fernandes         |                     |
| 49 | 1993    | Rui Dâmaso                |                     |
| 50 | 1994    | Luís Galego               | Tania Saraiva       |
| 51 | 1995    | Rui Dâmaso                | Aida Ferreira       |
| 52 | 1996    | António Fernandes         | Alda Carvalho       |
| 53 | 1997    | Fernando Ribeiro          | Tania Saraiva       |
| 54 | 1998    | Carlos Pereira dos Santos | Alda Carvalho       |
| 55 | 1999    | Rui Dâmaso                | Catarina Leite      |
| 56 | 2000    | Carlos Pereira dos Santos | Catarina Leite      |
| 57 | 2001    | António Fernandes         | Catarina Leite      |
| 58 | 2002    | Luis Galego               | Catarina Leite      |
| 59 | 2003    | Diogo Fernando            | Catarina Leite      |
| 60 | 2004    | Luís Galego               | Catarina Leite      |
| 61 | 2005    | Luís Galego               | Catarina Leite      |
| 62 | 2006    | António Fernandes         | Catarina Leite      |
| 63 | 2007    | Rui Dâmaso                | Margarida Coimbra   |
| 64 | 2008    | António Fernandes         | Ana Baptista        |
| 64 | 2009    | Rúben Pereira             | Ana Baptista        |
| 64 | 2010    | Paulo Dias                | Ana Ferreira        |
| 65 | 2011    | Paulo Dias                | Margarida Coimbra   |
| 66 | 2012    | Luís Galego               | Catarina Leite      |
| 67 | 2013    | Rui Dâmaso                | Maria Inês Oliveira |
| 68 | 2014    | António Fernandes         | Maria Inês Oliveira |
| 69 | 2015[2] | António Fernandes         | Ana Ines Silva      |
| 70 | 2016    | Antonio Fernandes         | Ana Ines Silva      |
| 71 | 2017    | André V.Sousa             | Ana Filipa Baptista |
| 72 | 2018    | Antonio Fernandes         | Ariana Pintor       |
| 73 | 2019    | Andre V.Sousa             | Mariana Silva       |
| 74 | 2020    | Andre V.Sousa             | sara Soares         |
| 75 | 2021    | Andre V.Sousa             | Filipa Pipiras      |
| 76 | 2022    | Andre V.Sousa             | Mariana Silva       |
| 77 | 2023    | Jose G.Santos             | Mariana Silva       |

## Campions d'escacs per correspondència de Portugal
1. Virgilio Lopes (1950-1953)
2. Joao Cordovil (1960-1963)
3. Joao Cordovil (1964-1967)
4. Alvaro Pereira - Luis Santos (1976-1978)
5. Joao Cordovil (1985-1988)
6. Joao Cordovil (1989-1991)
7. Jose Goncalves (1992-1995)
8. Jose Goncalves (1996-1999)
9. Antonio Demetrio (2000-2003)
10. Joaquim Pedro Soberano (2003-2006)
11. Fernando Costa Cleto (2005-2007)[3]
12. Antonio Brito Moura (2011-2012)[4]
13. Carlos Salvador Marques (2015-2018)[5]